# Цуруги (посёлок)
Цуруги (яп. つるぎ町 Цуруги-тё:) — посёлок в Японии, находящийся в уезде Мима префектуры Токусима. Площадь посёлка составляет 194,80 км², население — 9476 человек (1 августа 2014), плотность населения — 48,64 чел./км².

## Географическое положение
Посёлок расположен на острове Сикоку в префектуре Токусима региона Сикоку. С ним граничат города Мима, Миёси и посёлок Хигасимиёси.

## Население
Население посёлка составляет 9476 человек (1 августа 2014), а плотность — 48,64 чел./км². Изменение численности населения с 1980 по 2005 годы:
| 1980 | 18 857 чел. |  |
| 1985 | 17 341 чел. |  |
| 1990 | 15 794 чел. |  |
| 1995 | 14 614 чел. |  |
| 2000 | 13 100 чел. |  |
| 2005 | 11 722 чел. |  |

## Символика
Деревом посёлка считается Celtis sinensis, цветком — нарцисс, птицей — Parus varius.